# Шані (напій)

Шані (араб. شاني) — газований безалкогольний напій зі смаком ягід, що виробляється компанією PepsiCo. Напій продається та представлений  за межами Сполучених Штатів. Популярний у регіоні Середнього Сходу.